# Wilhelm Hartmann (Jurist)
Wilhelm Heinrich Eduard Hartmann (* 3. Oktober 1816 in Worbis; † 30. August 1889 in Groß-Lichterfelde bei Berlin) war ein deutscher Jurist und Reichsgerichtsrat.

## Leben
Wilhelm Hartmann entstammt einer Juristenfamilie aus Duderstadt mit 17 Kindern. Sein Vater Ludwig Karl Hartmann war Justizrat in Duderstadt und Ehrenbürger von Duderstadt und Glogau. Ein Bruder war der Jurist Ludwig Hartmann. Der Preuße Hartmann wurde 1839 vereidigt. 1844 wurde er Obergerichtsassessor. 1851 ernannte man ihn zum Kreisgerichtsrat. Zum Kreisgerichtsdirektor ernannte man ihn 1855. 1869 wechselte er von Stargard nach Berlin und kam als Rat an das Obertribunal. 1879 wurde er an das neugegründete Reichsgericht berufen. Er war im IV. Zivilsenat und V. Zivilsenat des Reichsgerichts tätig. 1886 trat er in den Ruhestand.
Wilhelm Hartmann starb 1889 im Alter von 72 Jahren in Groß-Lichterfelde und wurde auf dem Friedhof I der Jerusalems- und Neuen Kirche in Berlin beigesetzt. Das Grab ist nicht erhalten.

## Werke

### Herausgeber
- Centralorgan für das Deutsche Handels- und Wechselrecht, ab Band VI bis XI Neue Folge (1865–1873). MPIER-Digitalisate.
- (Hartmanns) Zeitschrift für Gesetzgebung und Praxis auf dem Gebiete des deutschen öffentlichen Rechtes, Band I-VI, Berlin 1875–1880, MPIER-Digitalisate

### Autor
- Allgemeine Hypothekenordnung für die gesammten königlichen Staaten 1853, 2. Auflage 1860.
- Die preußische Subhastationsgesetzgebung, Breslau 1861. MPIER-Digitalisat
- Das preußische Immobiliar-Sachenrecht, Elberfeld 1869. MPIER-Digitalisate.
- Das deutsche Wechselrecht, Berlin 1869. MPIER-Digitalisat.
- Gesetz über die Beurkundung des Personenstandes und die Form der Eheschließung, Berlin 1874, 2. Auflage 1876.
- Die Civilprozess-Gesetze des Deutschen Reiches; als Kommentar in Anmerkungen für den praktischen Gebrauch bearbeitet, Berlin 1879.